# Ԛ
Ԛ, ԛ – litera rozszerzonej cyrylicy. Używana jest w alfabecie kurdyjskim opartym na cyrylicy, w którym oznacza dźwięk [q]. Wykorzystywana była także w alfabecie abchaskim (1909–1926) i osetyjskim (1844–1923).

## Kodowanie
| Znak                   | Ԛ                          | Ԛ                          | ԛ                        | ԛ                        |
| ---------------------- | -------------------------- | -------------------------- | ------------------------ | ------------------------ |
| Nazwa w Unikodzie      | Cyrillic Capital Letter Qa | Cyrillic Capital Letter Qa | Cyrillic Small Letter Qa | Cyrillic Small Letter Qa |
| Kodowanie              | dziesiątkowo               | szesnastkowo               | dziesiątkowo             | szesnastkowo             |
| Unicode                | 1306                       | U+051A                     | 1307                     | U+051B                   |
| UTF-8                  | 212 154                    | d4 9a                      | 212 155                  | d4 9b                    |
| Odwołania znakowe SGML | &#1306;                    | &#x051A;                   | &#1307;                  | &#x051B;                 |